# Cité épiscopale d'Albi
La cité épiscopale d'Albi est un ensemble architectural essentiellement médiéval situé dans la ville d'Albi, en France. Sa construction est marquée par la brique rouge de terre cuite.
L'ancienne puissance politique et économique des évêques d'Albi transparaît dans les deux éléments majeurs, la cathédrale Sainte-Cécile et le palais de la Berbie. Ferme bastion catholique face au catharisme et au protestantisme, la ville a cependant connu un contre-pouvoir bourgeois, dont la présence est attestée par de remarquables hôtels particuliers.

## Description
La cité épiscopale se trouve sur la rive gauche du Tarn et correspond au centre historique ancien d'Albi. Ses limites sont les quartiers du Castelviel, du Castelnau, du bourg de Saint-Salvy et des Combes. Les deux berges du Tarn sont aussi comprises, entre le pont vieux inclus et le pont ferroviaire exclu. Une zone tampon entoure la zone classée et le patrimoine y est également préservé. La couleur archi dominante est le rose-ocre-rouge de la brique foraine et de la tuile romane. Sa généralisation probable, entre 1220 et 1240, crée une unité de couleur, de matériau et de style architectural, ponctuée par quelques éléments en pierre et de nombreuses maisons à colombage.
Elle est dominée par la cathédrale Sainte-Cécile, centre de la zone et comprend le palais de la Berbie (siège du musée Toulouse-Lautrec), la collégiale Saint-Salvi et son cloître adjacent, le pont vieux qui date du XIIe siècle, et les jardins en terrasses de la berge nord du Tarn. Les maisons de la zone classée comprennent de nombreux exemples de construction à colombage. Les immeubles plus récents ont abandonné la structure en bois, mais dans les deux cas, la brique rouge domine et donne une remarquable unicité à l'ensemble.
Située en bordure du Tarn, la vieille ville d'Albi, dans le sud-ouest de la France, reflète l'épanouissement d'un ensemble architectural et urbain médiéval dont témoignent aujourd'hui encore Le Pont-Vieux, le bourg de Saint-Salvi et son église (Xe - XIe siècle). Au XIIIe siècle, la ville devint une puissante cité épiscopale au lendemain de la croisade contre les Albigeois. D'un style gothique méridional original à base de briques aux tons rouge et orangé fabriquées localement, la cathédrale fortifiée qui domine la ville (XIIIe siècle) illustre la puissance retrouvée du clergé romain. Elle est complétée par le vaste palais épiscopal de la Berbie qui surplombe la rivière et est cernée par des quartiers d'habitations datant du Moyen Âge. La cité épiscopale d'Albi forme un ensemble de monuments et de quartiers cohérent et homogène qui n'a pas subi de changements majeurs au fil des siècles.

## Histoire
L'histoire du centre historique d'Albi est marqué par quatre phases principales : la ville antique fondée par les Rutènes, l'extension au Moyen Âge avec en point d'orgue, la construction de la cathédrale et du palais épiscopal, la Renaissane albigeoise et les aménagements au XIXe siècle.

### Origines d'Albi
Le site du quartier de Castelviel commence à être occupé dès la préhistoire : le promontoire rocheux dominant la plaine du Tarn offre un site de choix pour l'établissement d'un oppidum. C'est sous la période celte puis gallo-romaine que l'habitat se structure. Toutefois, l'absence de termes, de théâtre, de temple, montre que l'habitat en dur et les rues pavées n'appartiennent qu'à une grosse bourgade.
À partir du IVe siècle, le site devient le siège d'une civitas et d'un évêché. Ce rôle religieux donne une importance politique à la ville. Le lieu est fortifié face aux menaces du haut Moyen Âge et la direction bicéphale (politique et religieuse) perdure. Un écrit du VIIIe siècle décrit Albi comme un oppidum, alors que Cahors et Rodez sont déjà des villes. Les limites de la ville d'alors sont circonscrites à celles de l'oppidum du Castelviel. (urbes)

### Le Moyen Âge
La ville médiévale commence à sortir de ses limites lors de la construction de la collégiale Saint-Salvi. Un bourg est créé autour de l'église au Xe siècle. Le pouvoir de l'évêque s'accroit alors et devient un véritable opposant à la puissante famille seigneuriale des Trencavel restée dans le Castelviel au bout duquel se situe le château féodal.
Au XIe siècle, le pont vieux est construit, favorisant les échanges commerciaux sur la route du Quercy et du Rouergue vers Toulouse et Montpellier. Au-delà de la rivière, le quartier de la Madeleine, nommé alors Lo Cap del Pont, la tête de pont en français, commence à se construire. Le péage du pont amène une rentrée financière et aide au développement économique : Albi est le carrefour d'échanges entre Cahors et la Méditerranée, et entre Toulouse et Rodez-Lyon.
En 1180, un rempart regroupe l'ancienne cité, le bourg de Saint-Salvi et les faubourgs situés entre le bourg et la rivière. L'extrémité ouest du Castelviel reste le siège du pouvoir politique. Le lieu renommé Castelnau par la francisation de son nom, abrite le vicomte Trencavel, vicomte de l'Albigeois, lors de ses séjours.
Au XIIe siècle, le catharisme se développe au point d'inquiéter la Papauté. L'Église catholique reprend sa prééminence avec la croisade des Albigeois. La cité est peu touchée, bien tenue en main par son évêque, mais les environs de Gaillac, Lavaur ou Puylaurens subissent pillages, massacres et destruction des récoltes. Une fois la paix restaurée, les évêques se protègent de la ville en construisant le Palais de la Berbie hors du castelviel. La construction de la cathédrale sainte-Cécile, décidée par Bernard de Castanet, déplace le centre névralgique de la cité vers l'est. Au XIIIe siècle, après la croisade des Albigeois, la ville devient une puissante cité épiscopale où l'Église catholique romane illustre sa puissance.
La cité épiscopale d'Albi est particulièrement marquée par l'empreinte des évêques. Depuis la fin du catharisme, le Languedoc est réuni à la couronne de France ; le pouvoir temporel devient beaucoup plus lointain qu'avec les Trencavel évincés. L'évêque d'Albi conserve une autonomie très importante : il ne doit des comptes qu'à Rome et au Pape. Cette liberté permet de s'affranchir en particulier des codes architecturaux en vogue dans le Nord de la France. La brique est omniprésente, devenant une vitrine de l'architecture gothique méridionale de l'époque.

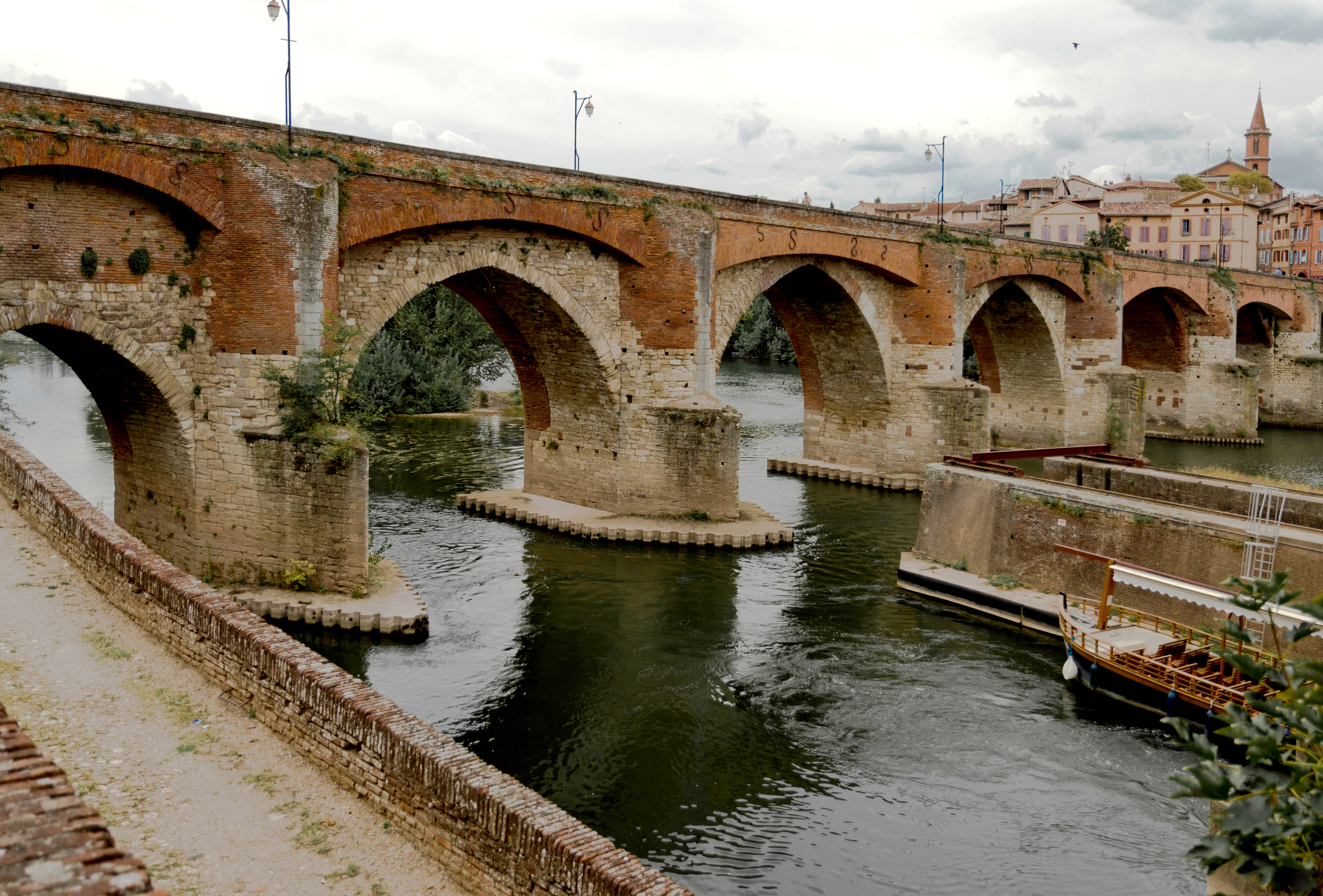
Pont vieux : il a gardé des traces de ses nombreux remaniements.
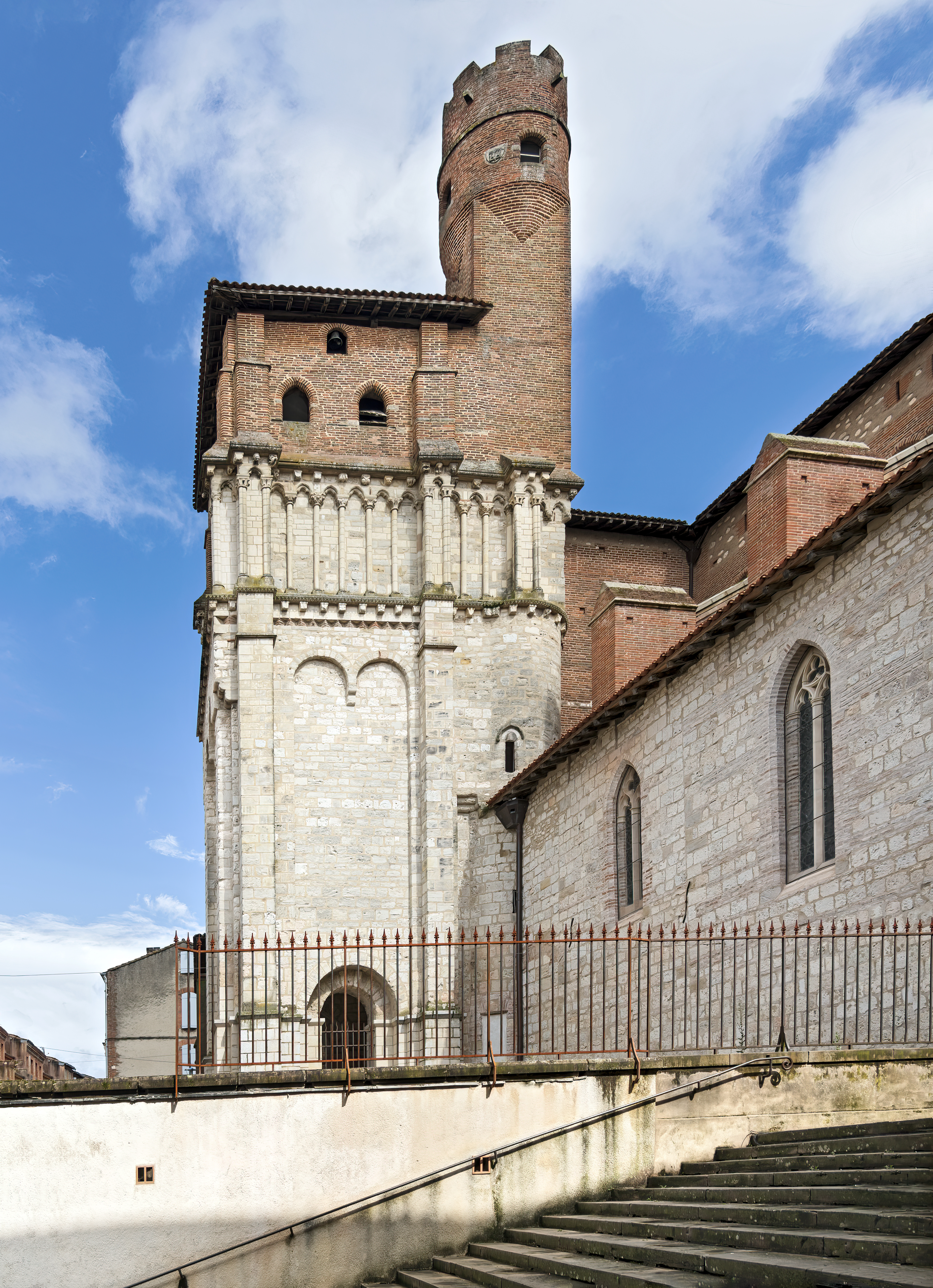
Clocher de la collégiale Saint-Salvy, commencé en pierre et achevé en brique.
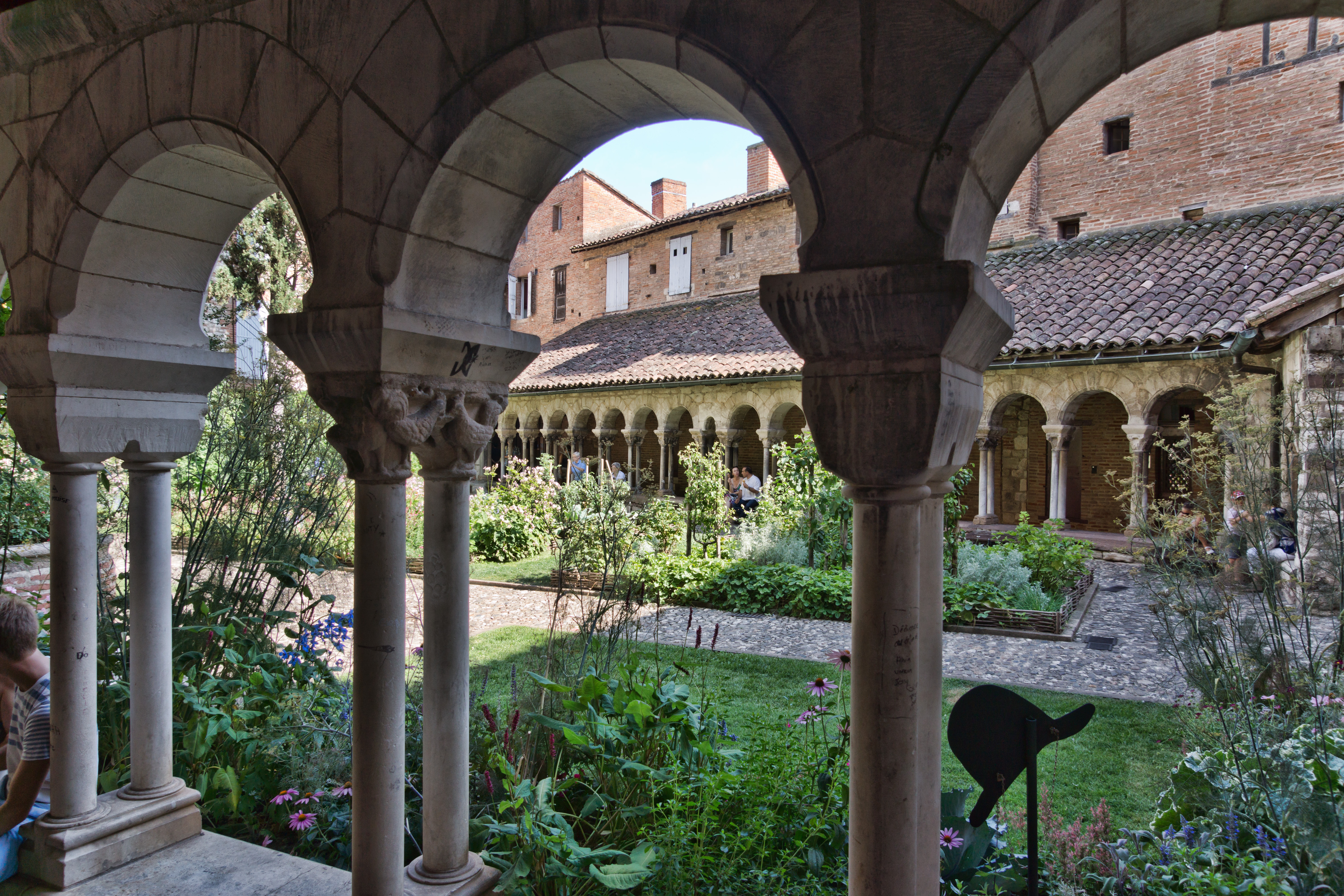
Cloitre Saint-Salvy.
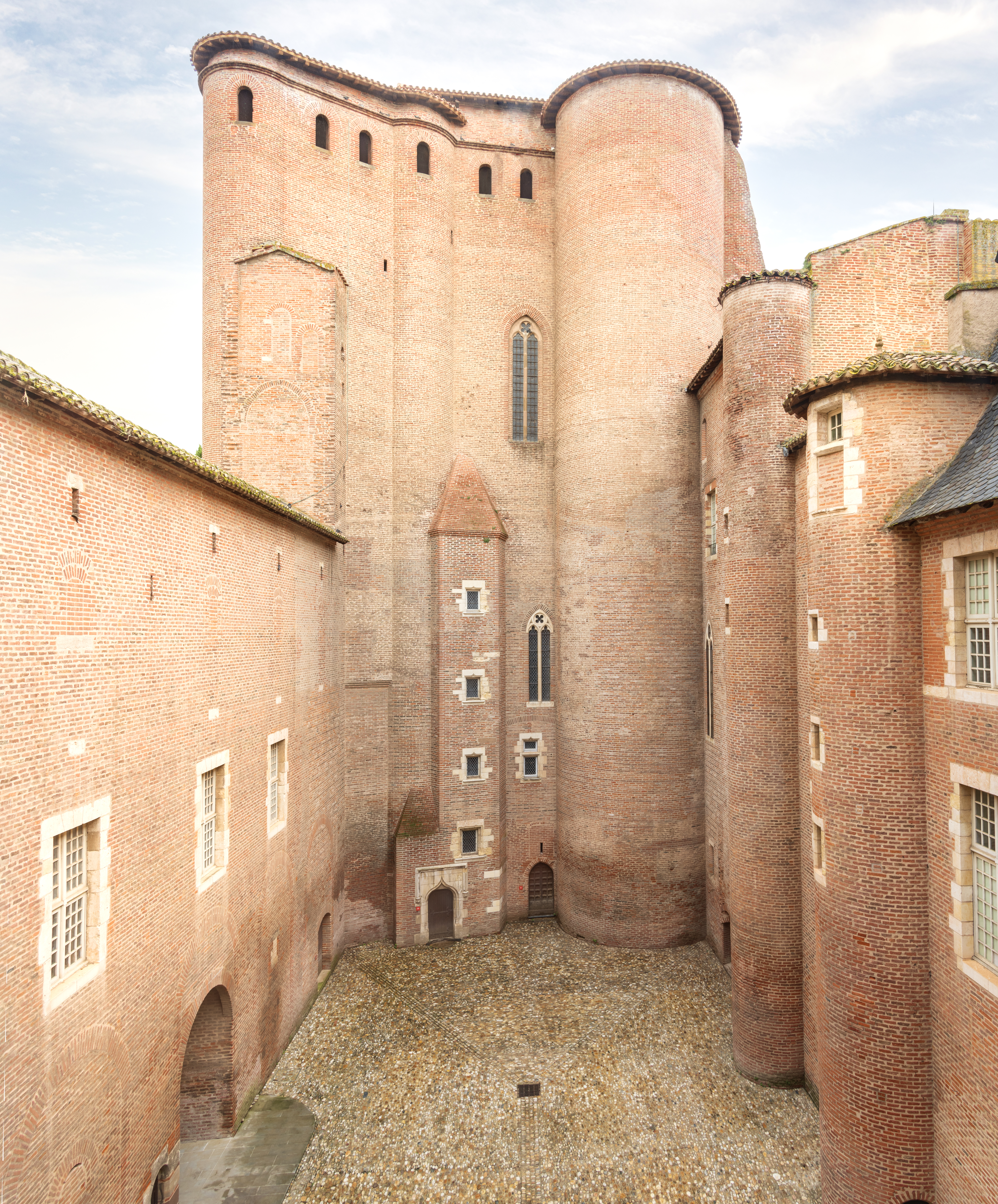
Cour centrale du Palais de la Berbie, partie peu transformée.
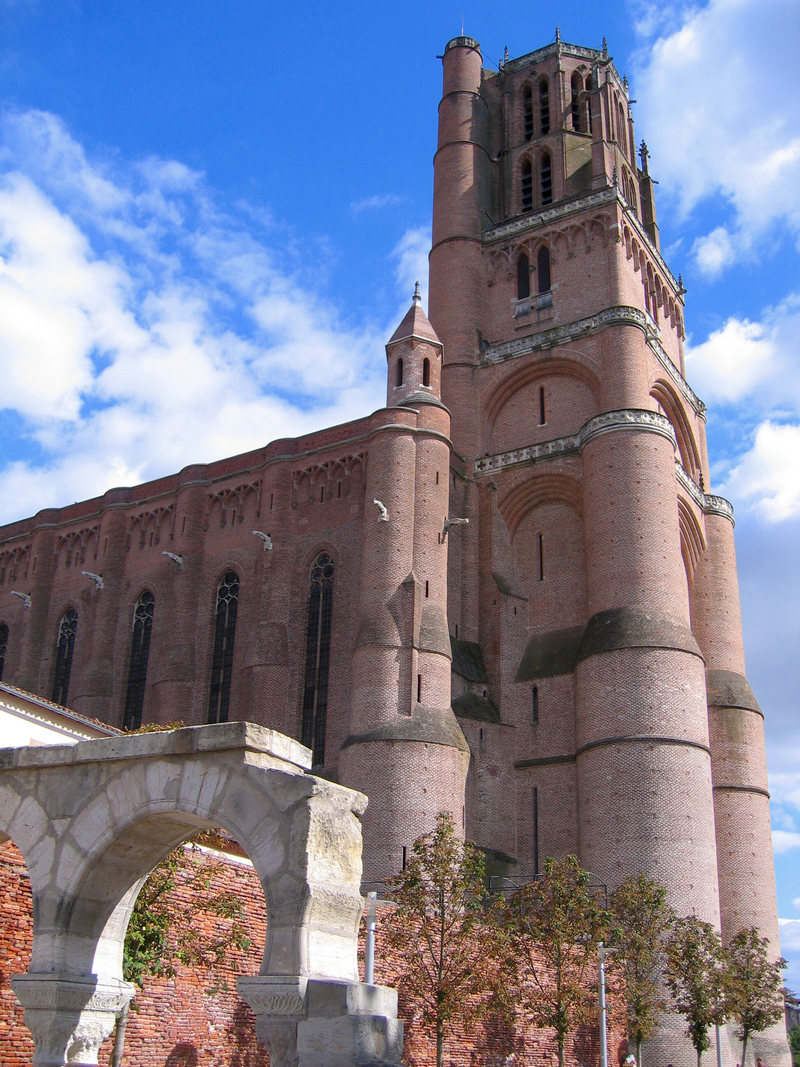
Cathédrale. Au premier plan, quelques arches, vestiges du cloitre de l'ancienne cathédrale démolie au XIIIe siècle.

### La Renaissance albigeoise

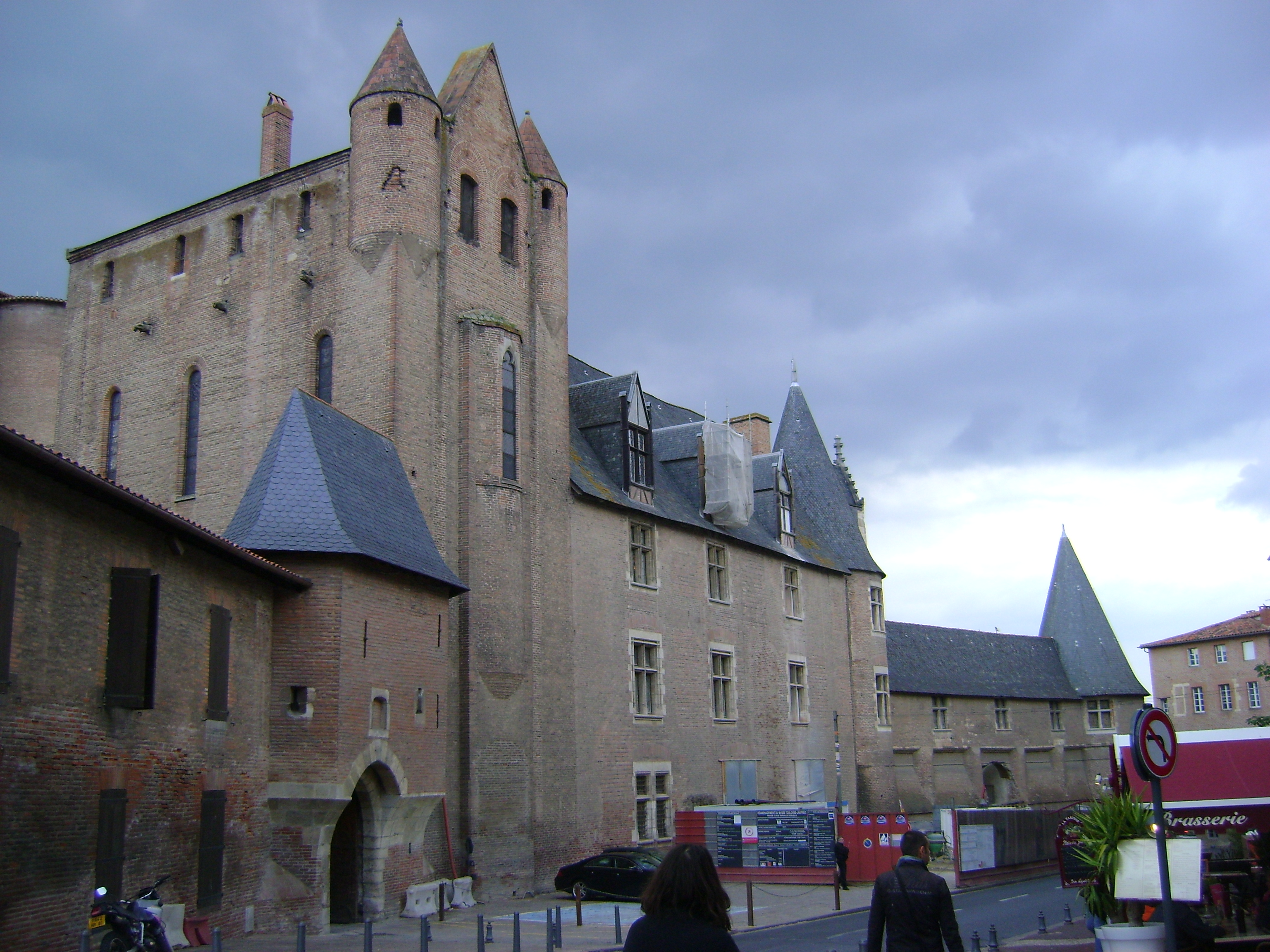
Aile Renaissance du palais de la Berbie.

Louis Ier d'Amboise est nommé évêque d'Albi en 1475. Proche du roi Louis XI, riche et amateur d'art, il transforme la forteresse de la Berbie en palais Renaissance : les remparts sur le Tarn sont arasés au niveau de la place d'armes transformée en jardin pour faire une promenade et une partie des hautes tour du donjon est rabaissée. Les ailes donnant sur la ville sont aménagées et reconstruites avec de larges ouvertures et une toiture en ardoises.
La cathédrale se voit dotée d'un jubé en pierre finement taillée, et l'entrée est surmontée d'un baldaquin en pierre qui tranche sur l'ouvrage en brique. Pour cela, il fait venir des sculpteurs, probablement du centre de la France et proches de Michel Colombe. Le mur intérieur accolé au clocher reçoit une grande peinture du jugement dernier.
Louis II d'Amboise, neveu de Louis Ier, lui succède au siège épiscopal en 1502. Il fait venir des peintres italiens auxquels on doit la décoration des voûtes de la cathédrale.
À la même époque, la culture du pastel enrichi une bourgeoisie qui se fait construire de splendides hôtels particuliers : hôtels de Reynes, de Gorsse, de Séré de Rivières, de Saunal, maison Enjalbert, .

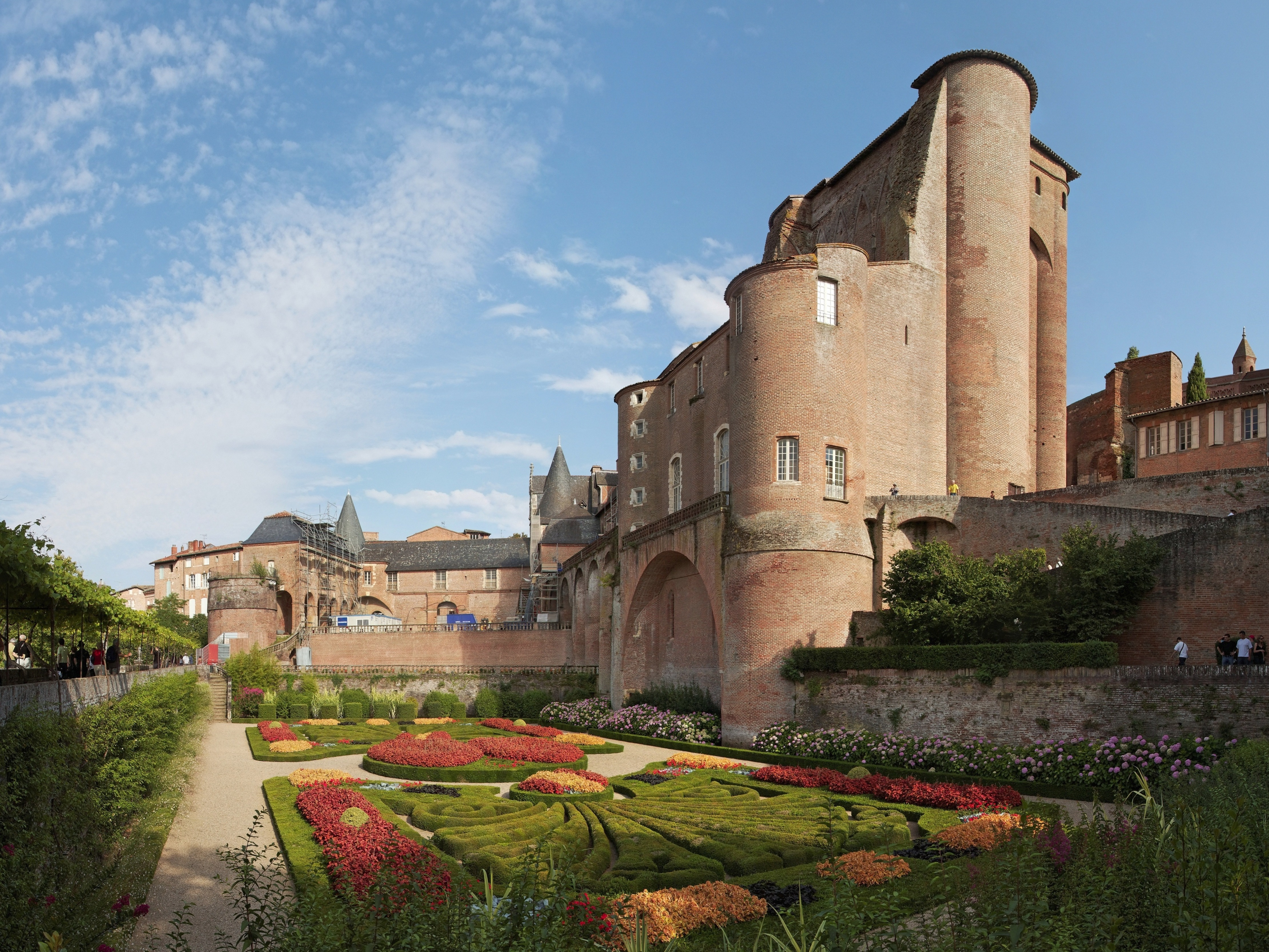
Jardin et tours raccourcies du palais de la Berbie.
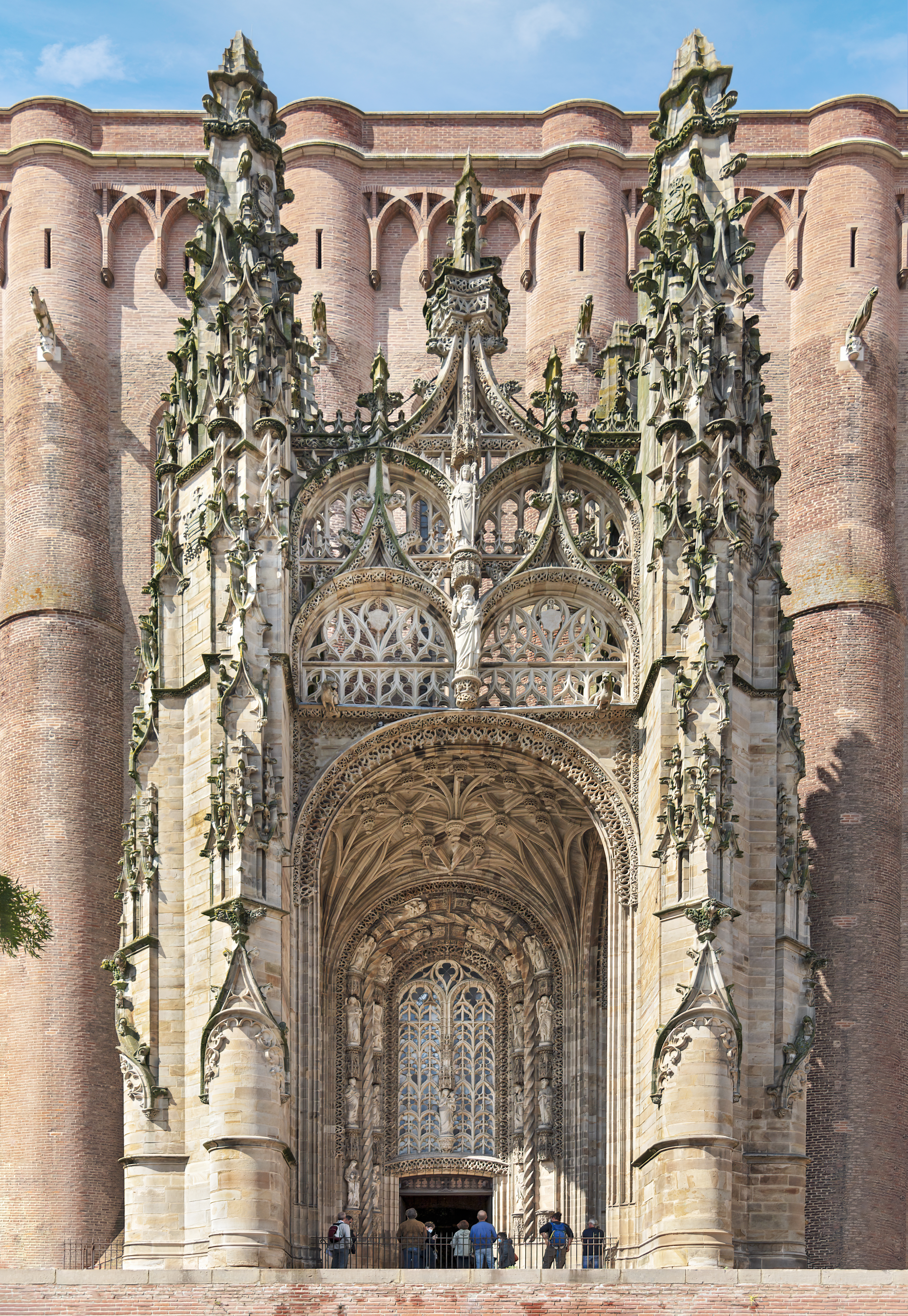
Portail gothique.
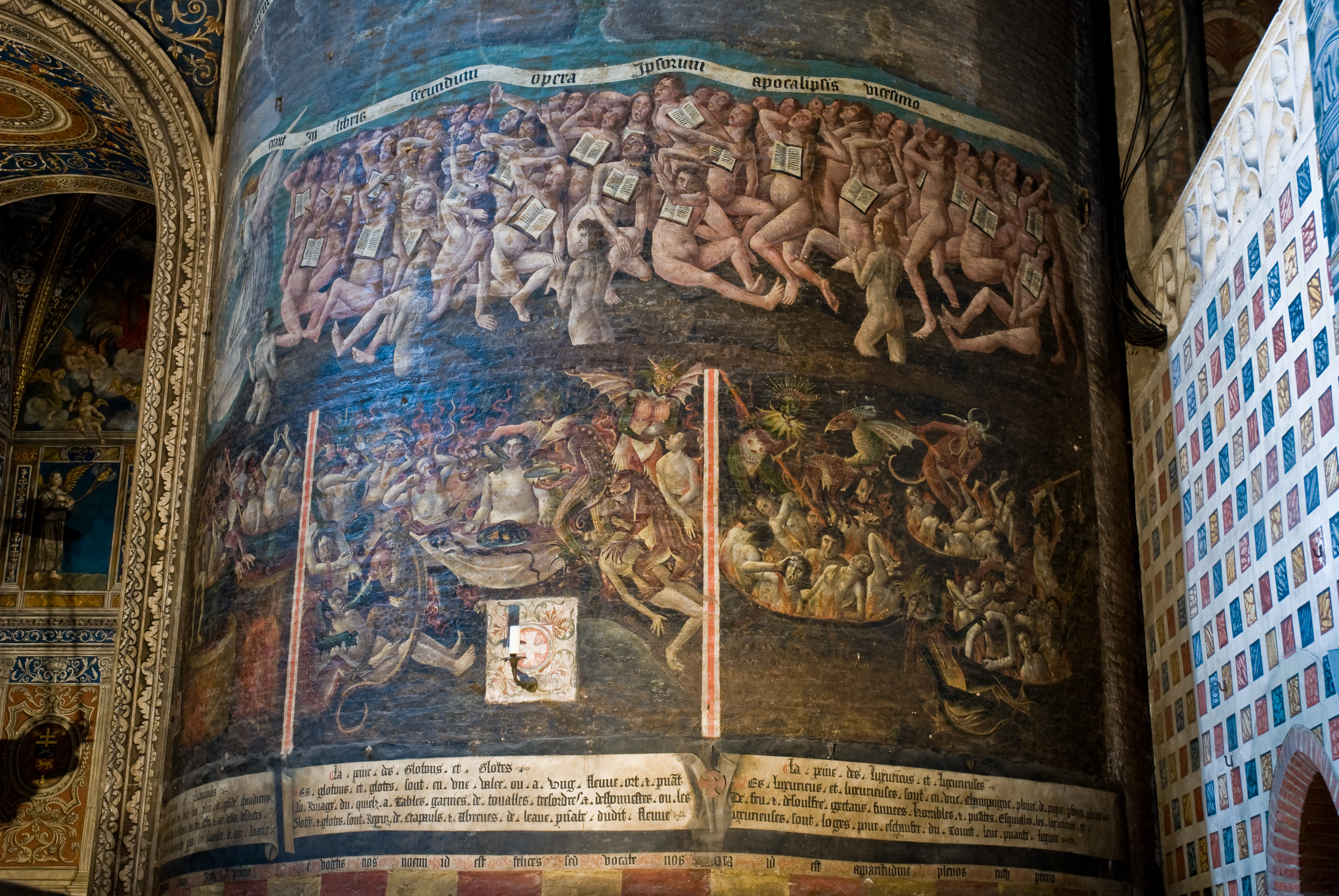
Fresque du jugement dernier.
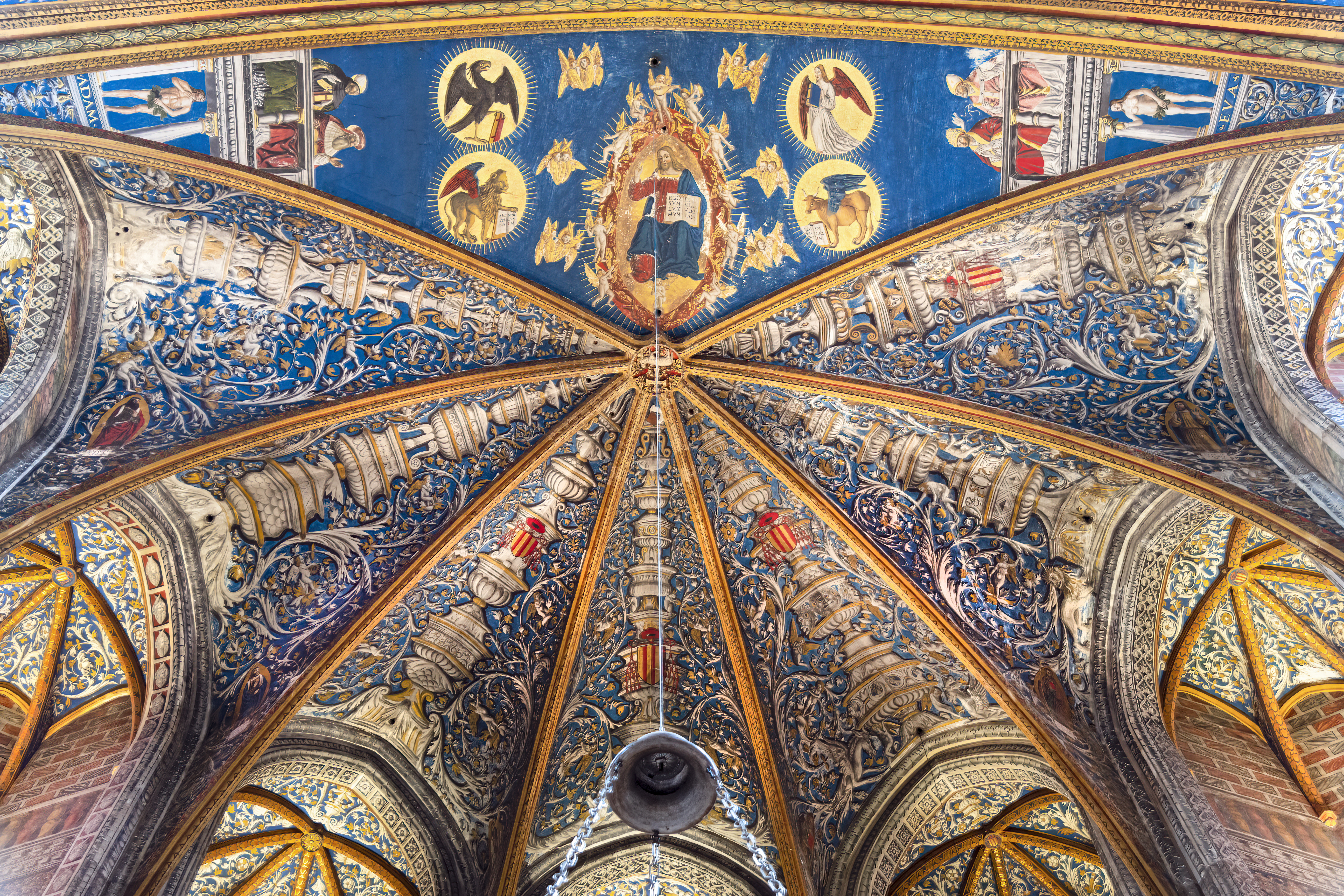
Plafond du chœur
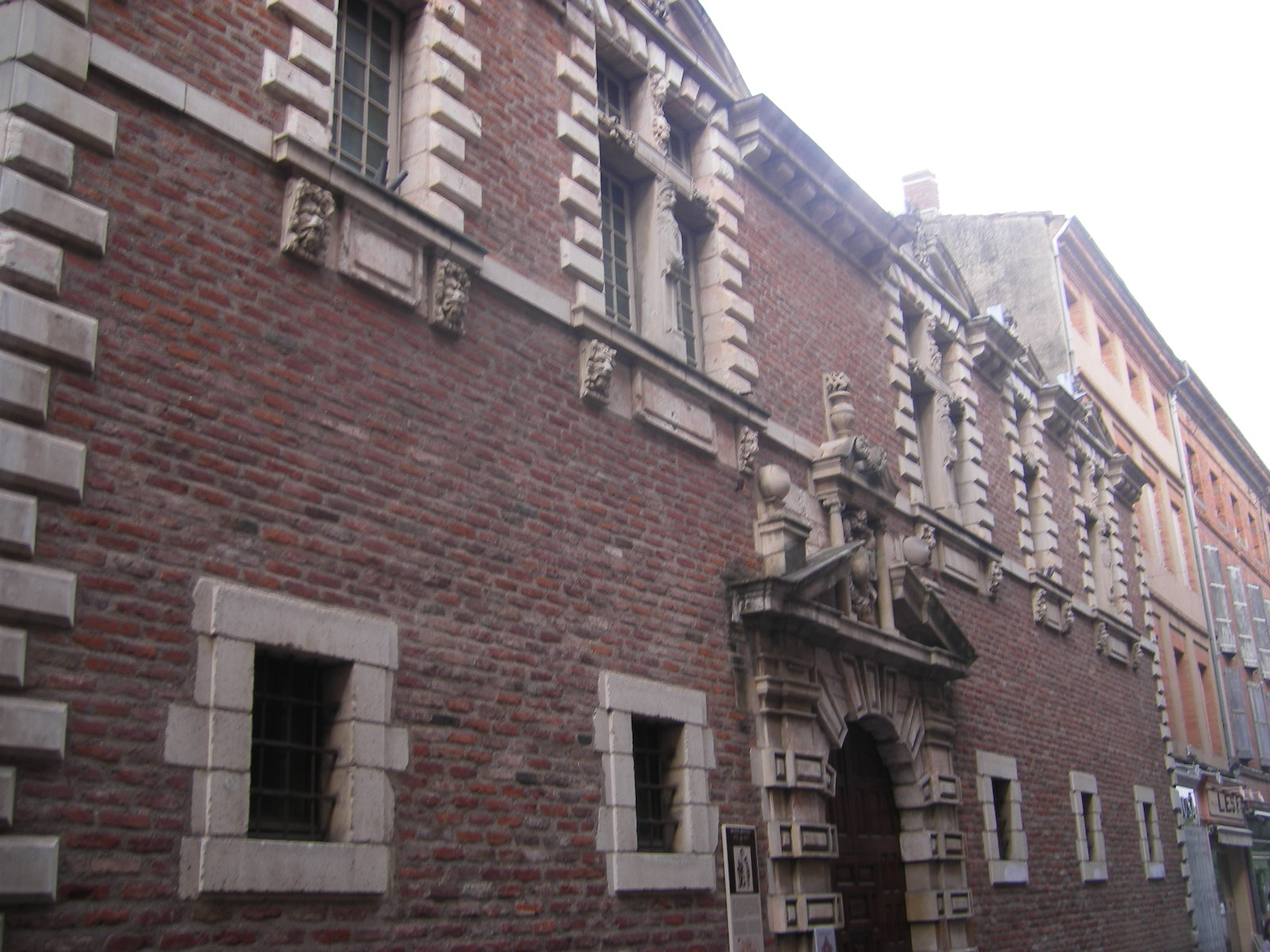
Façade de l'hôtel de Reynès.

### Démolition des remparts et extension de la ville
En 1760, l'ingénieur Laroche est chargé de construire la route Toulouse-Rodez qui passe par Albi, où il est logé. Le passage de cette grande route par la cité est rapidement abandonné, l'étroitesse des ruelles ne permettant pas un gros trafic. Finalement, les remparts, inutilisés depuis longtemps et dont l'entretien coute cher, sont démolis et la route passe par les lices comblées. À l'arrivée au bord de la rivière Tarn, une rue est ouverte dans les vieux quartiers pour conduire au pont vieux, dans l'attente de la construction d'un nouveau pont. La démolition de l'ancien pont est prévue et déjà, les maisons qui le surplombent sont démolies. L'archevêque Choiseul finance une rue qui conduit du palais de la Berbie au fameux pont. Cette rue sera nommée en son honneur « quai Choiseul ». Laroche présente un remarquable plan d'Albi pour illustrer ses projets. Il ne peut cependant pas mettre à l'œuvre son travail et la Révolution vient figer les chantiers pour un temps.
Jean-François Mariès, ingénieur retraité, vient profiter de la douceur d'Albi, sa ville de naissance, pour ses vieux jours. Il reprend les projets de Laroche et aménage le centre-ville : il étend la place de la pile vers la cathédrale, permettant une vue plus large sur l'édifice.  Les vieilles habitations accolées à la cathédrale et l'ancienne place aux arcades sont détruites. Les façades donnant sur la cathédrale sont dotées de façades néo-classiques. Il prévoit aussi trois rues droites qui partent de cette place, vers le sud-est, l'est et le nord-est, reliant le centre historique à la grande route. Sur cette route, la place du Vigan devient le nouveau centre névralgique de la ville et un urbanisme planifié caractérise les faubourgs construits autour de la ville médiévale. Sur les rues ouvertes, les façades anciennes à colombage et les façades néo-classiques se côtoient,.
César Daly entreprend la restauration de la cathédrale en 1845 et démissionne, sa mission accomplie en 1877. Des défauts d'étanchéité de la toiture menacent les peintures de la voute. Il supervise la restauration de la toiture et la modifie. Les toits en tuile débordant des murs comme sur beaucoup d'édifices sont raccourcis, les murs sont haussés de sept mètres et dotés d'une corniche décorée d'une voute. Ils cachent la toiture à la vue des visiteurs. Les contreforts circulaires sont pourvus de clochetons, mais des protestations des habitants entraînent leur démontage à l'exception de trois d'entre eux.

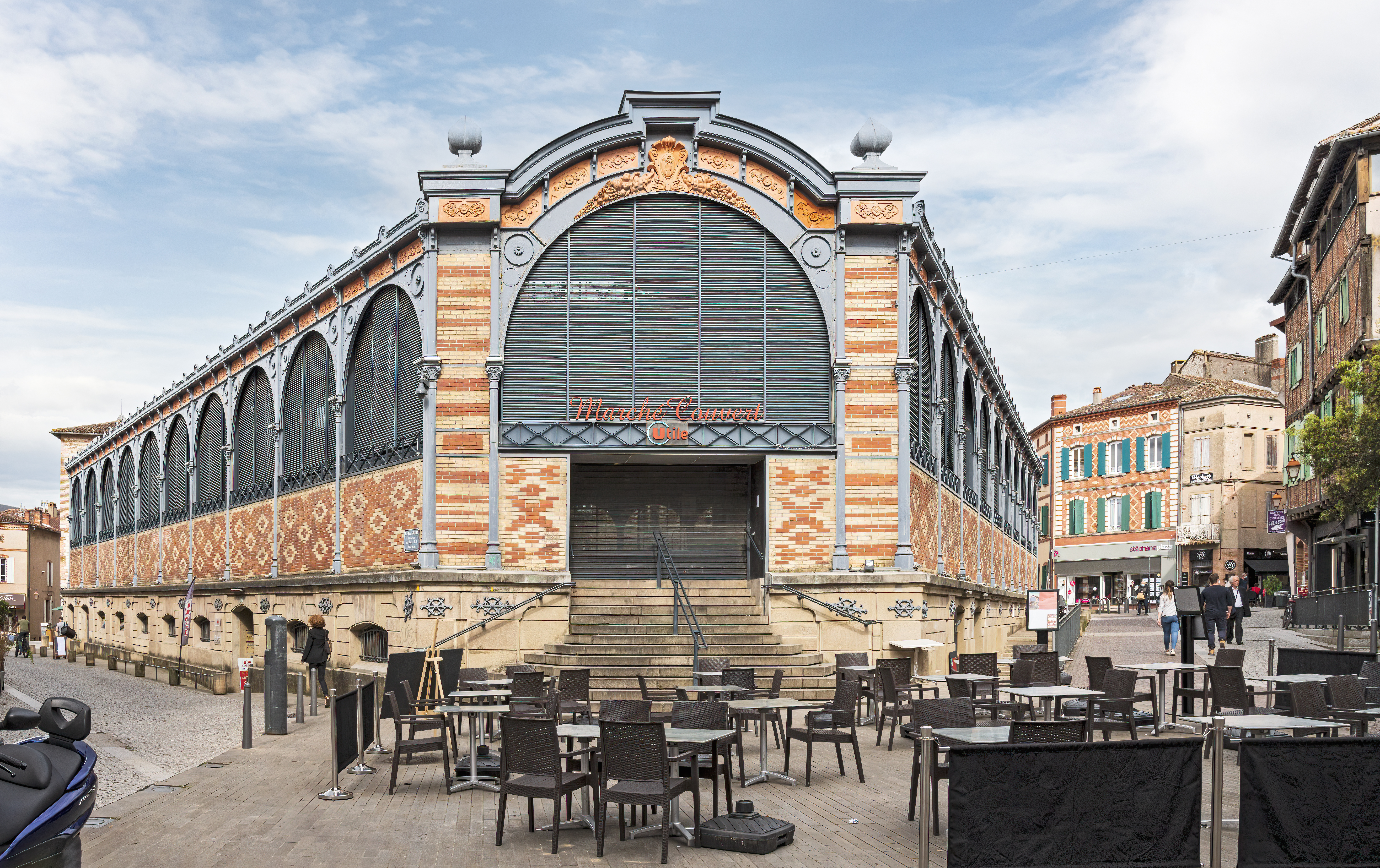
Le marché couvert.

En 1903-1905, un marché couvert triangulaire est construit, dans le style du pavillon Baltard. Lors des fouilles réalisées à cette occasion, des ateliers de potiers très anciens sont mis au jour et des maisons très anciennes sont détruites.

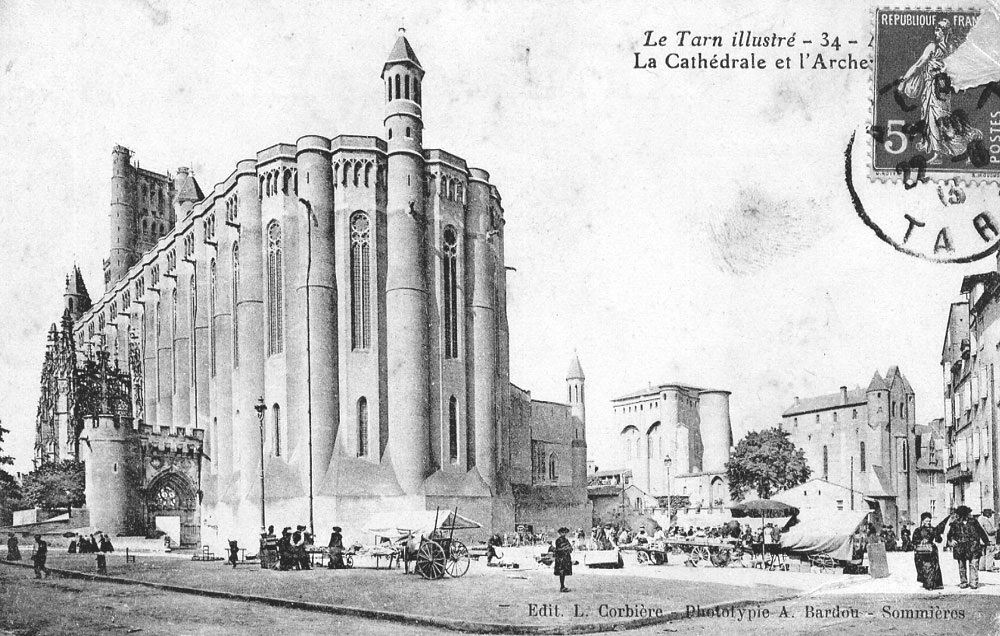
Carte postale de 1913.
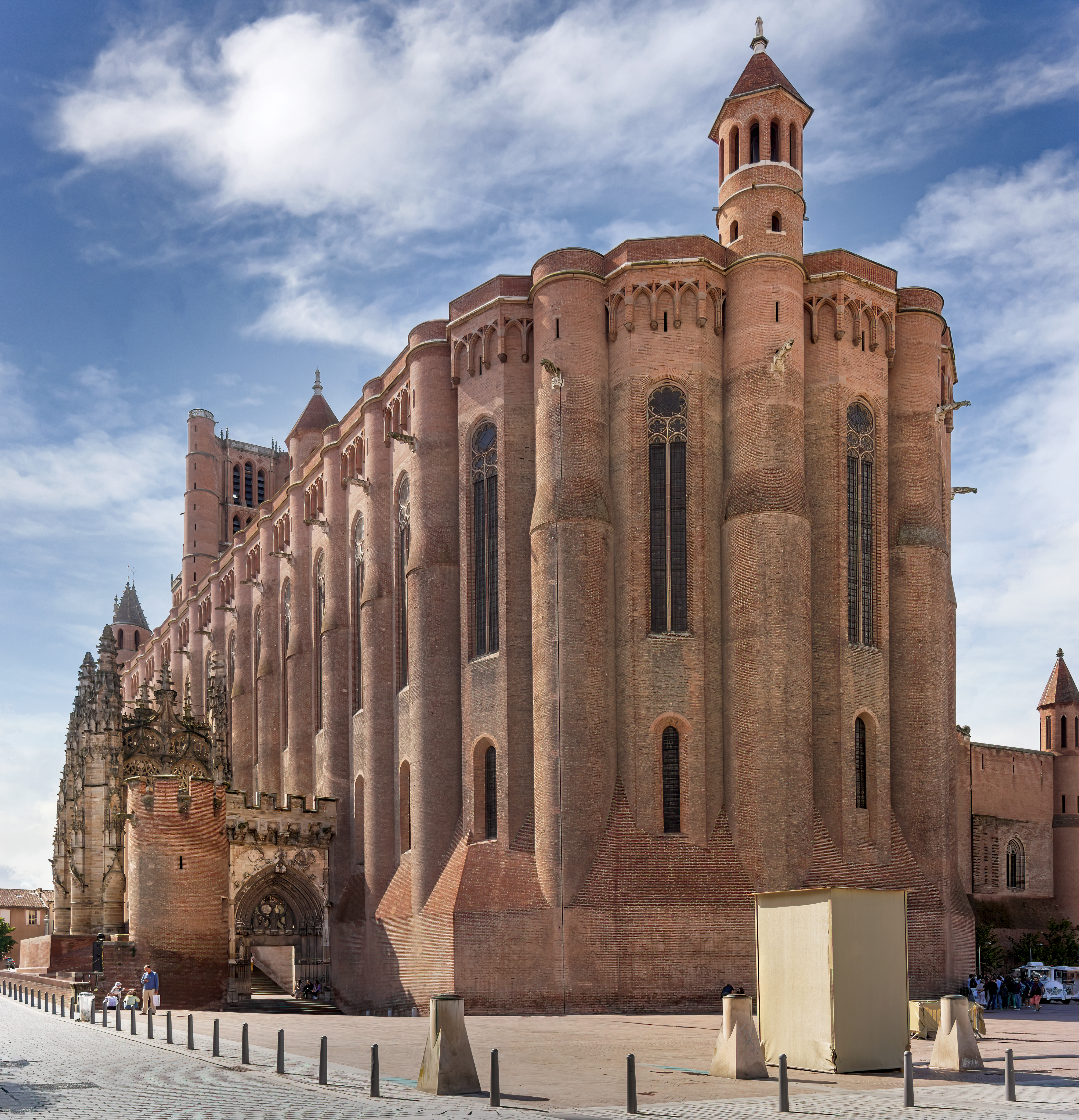
Le rajout en haut des murs est visible à la couleur des briques.
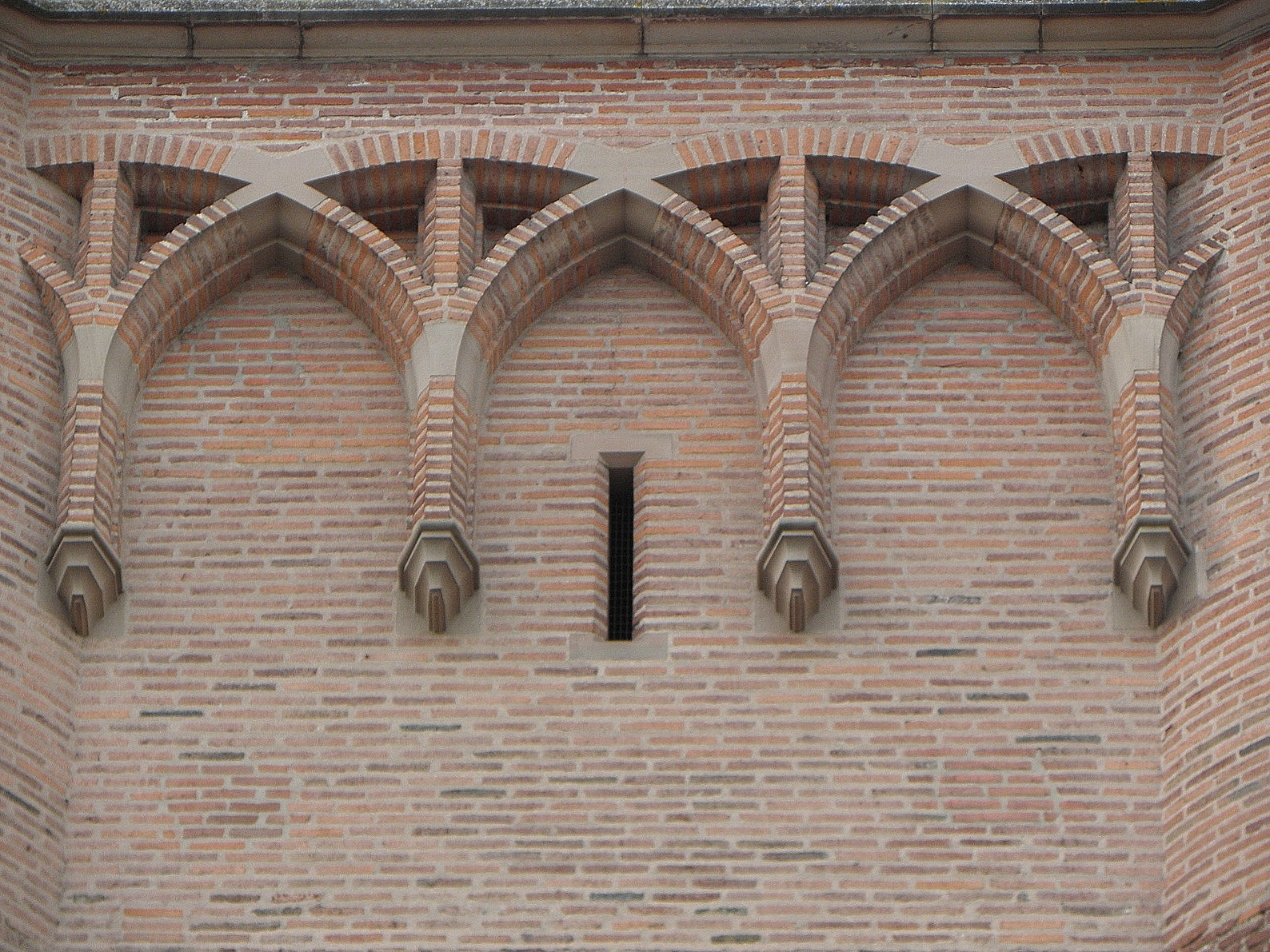
Corniche voutée XIXe siècle.
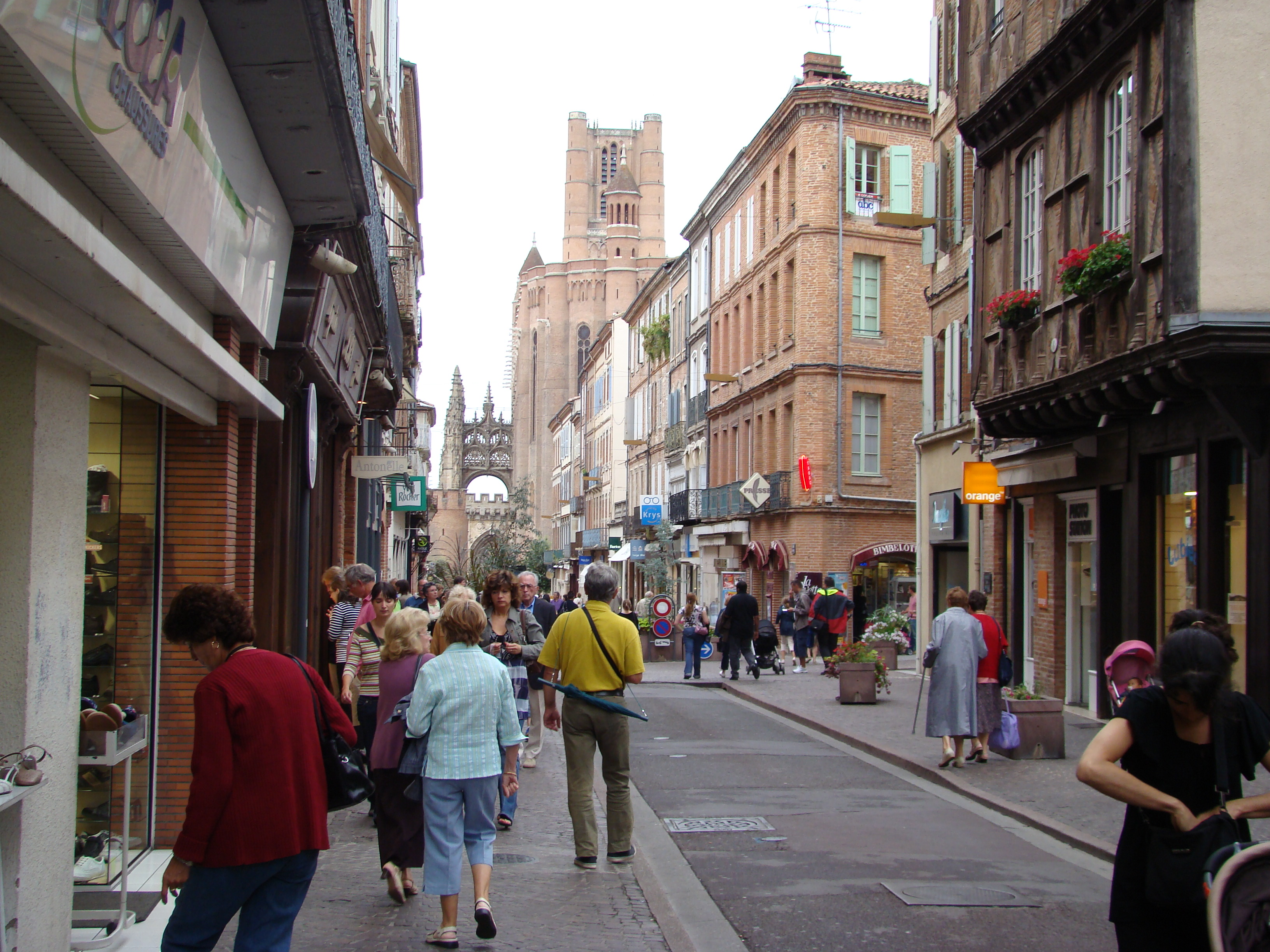
Rue Mariès, mariant le style médiéval et néo-classique.

### La rénovation auXXesiècle
L'habitat le plus ancien se dégrade et des quartiers entiers deviennent insalubres, occupés par une population trop pauvre pour faire face à l'entretien. La situation est tellement critique au sortir de la seconde Guerre Mondiale qu'une destruction majeure est envisagée pour faire place à des logements plus sains. Finalement, l'exemple d'Alès (centre-ville rasé dans les années 1950-60) n'est pas suivi. La restauration de l’ancien Vieil Alby impulsé par le Docteur 
Pierre Amalric dès les années 1960 a énormément contribué à l'inscription de la Cité 
épiscopale au patrimoine de l’Unesco. Durant les années 1980, le patus cremat, quartier historique, est rénové. Les logements sont refaits à neuf et l'implantation de commerces de proximité favorisée.
Lors de son élection en 1995, Philippe Bonnecarrère fait du classement UNESCO de la cité épiscopale, un dossier majeur de son mandat. La place de la cathédrale est refaite, les façades du palais de la Berbie ravalées, mais les bâtiments privés restent au-dessous des ambitions du comité UNESCO. Au début du XXIe siècle, une opération massive d'embellissement est initiée, portant le slogan « ouvrir les volets du centre-ville ». Elle vise à repeupler les étages des immeubles, souvent occupés au seul rez-de-chaussée par les commerces. Les appartements reçoivent des aides à la rénovation, voire, dans certains cas, sont achetés par la ville pour être destinés au logement social. Des façades ont retrouvé un colombage apparent et le crépi a cédé la place à la brique rose.

## Éléments
- Cathédrale Sainte-Cécile d'Albi classé par la liste de 1862 au titre des Monuments historiques[9] ;
- Palais de la Berbie classé en 1862 et 1965 au titre des Monuments historiques[10] ;
- Pont Vieux, classé en 1921 au titre des Monuments historiques[11]
- Bourg ;
- Collégiale Saint-Salvi classé en 1846 et 1922 au titre des Monuments historiques[12].

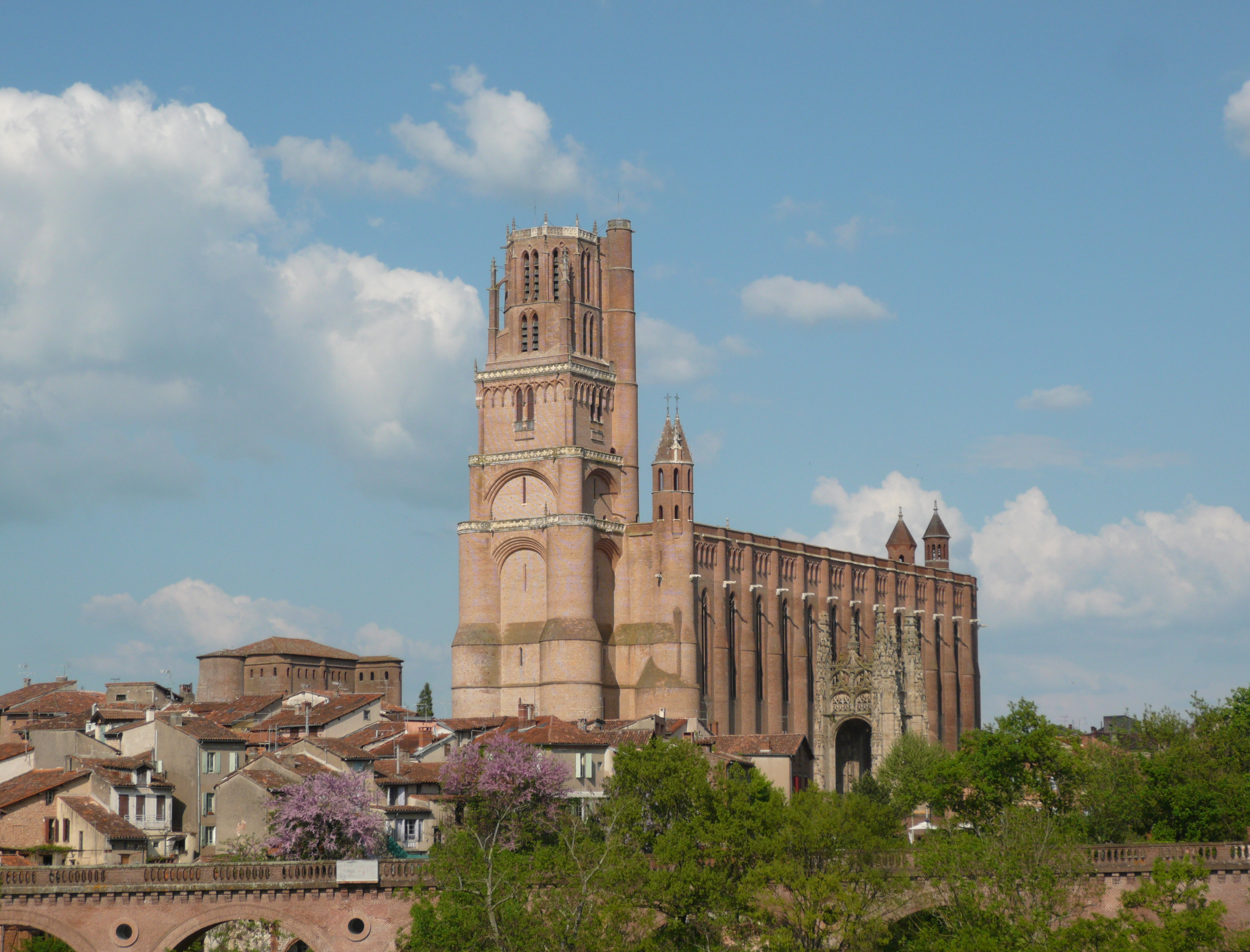
Cathédrale Sainte-Cécile.
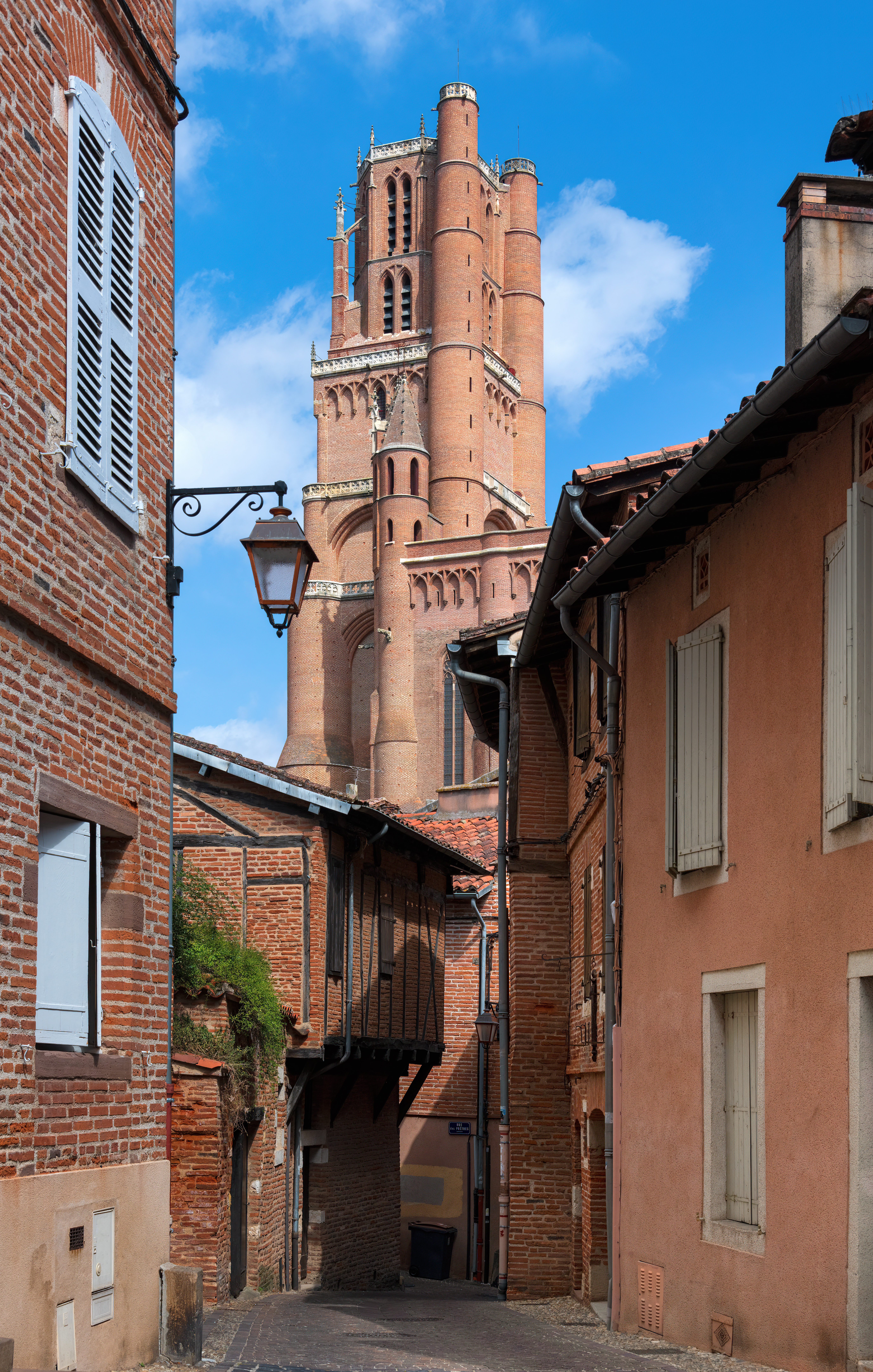
Rue des prêtres, ruelle médiévale en brique rouge.
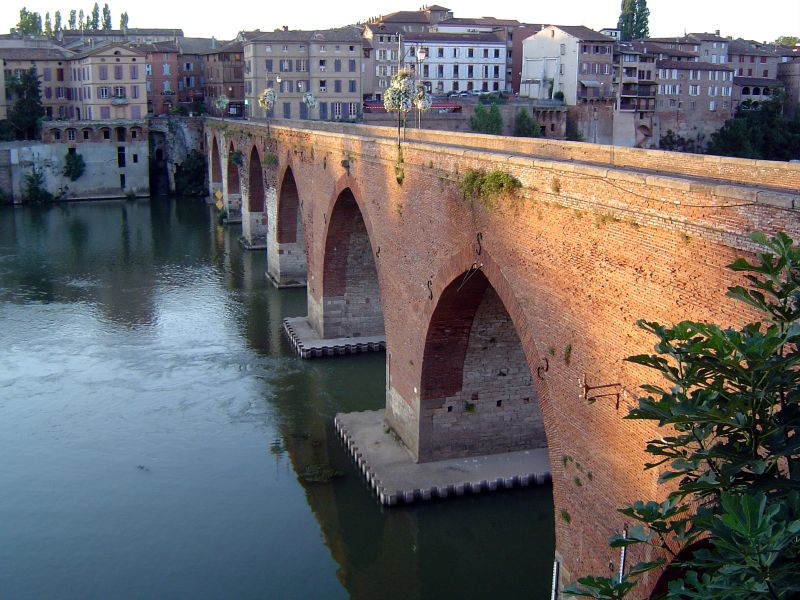
Pont vieux.
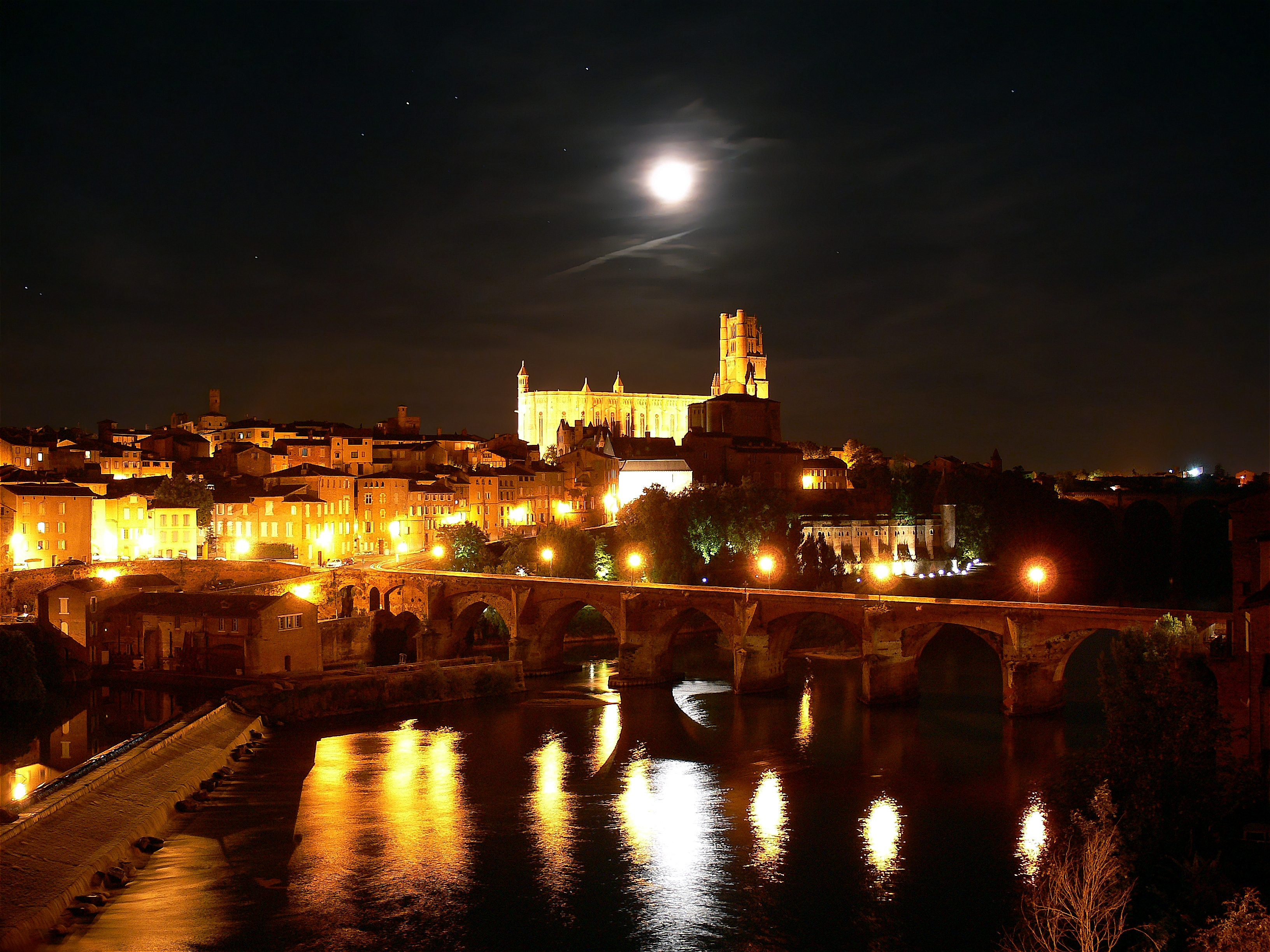
Vue nocturne de la cité épiscopale.
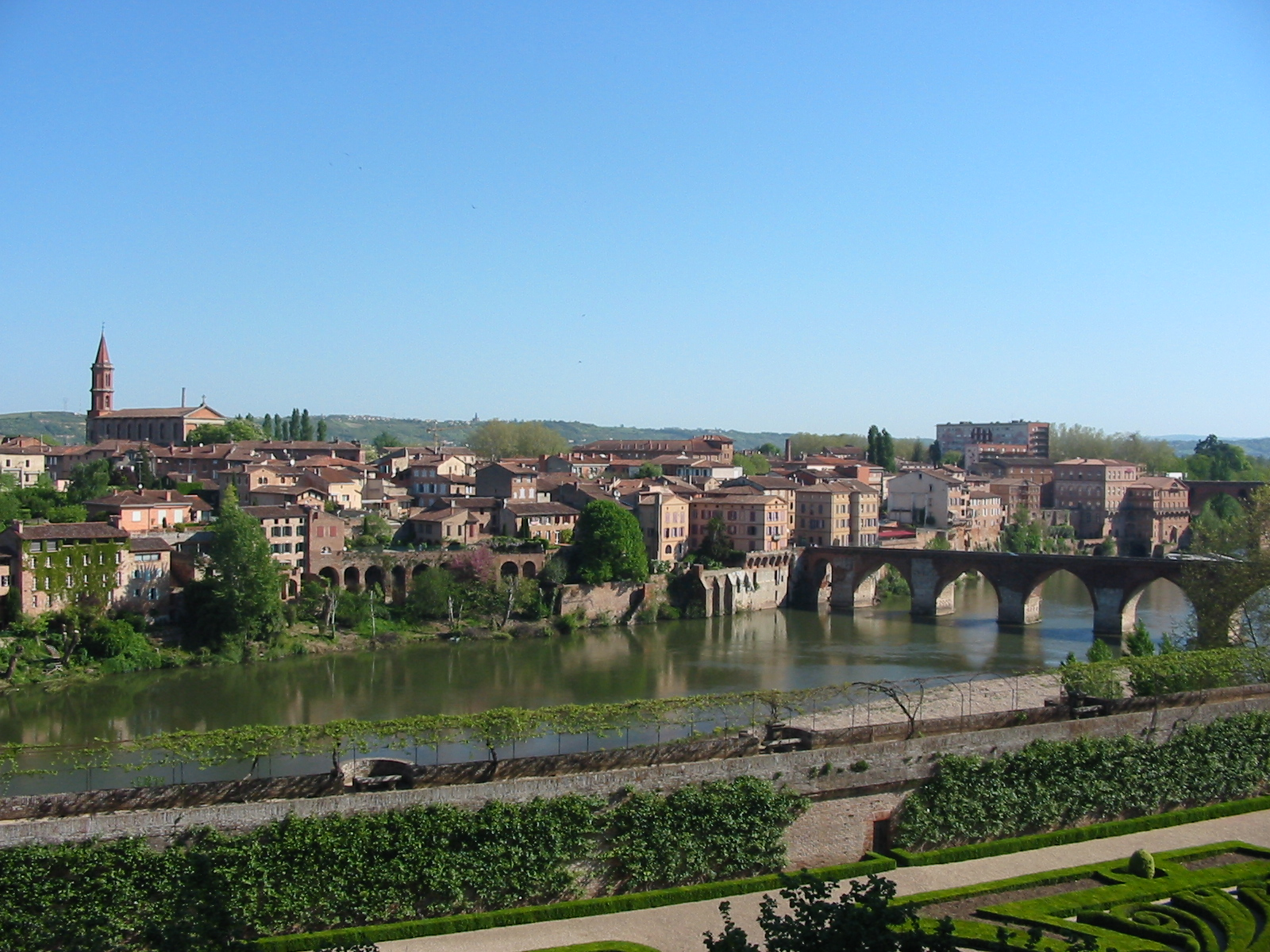
Berge du Tarn, jardins suspendus et pont vieux.
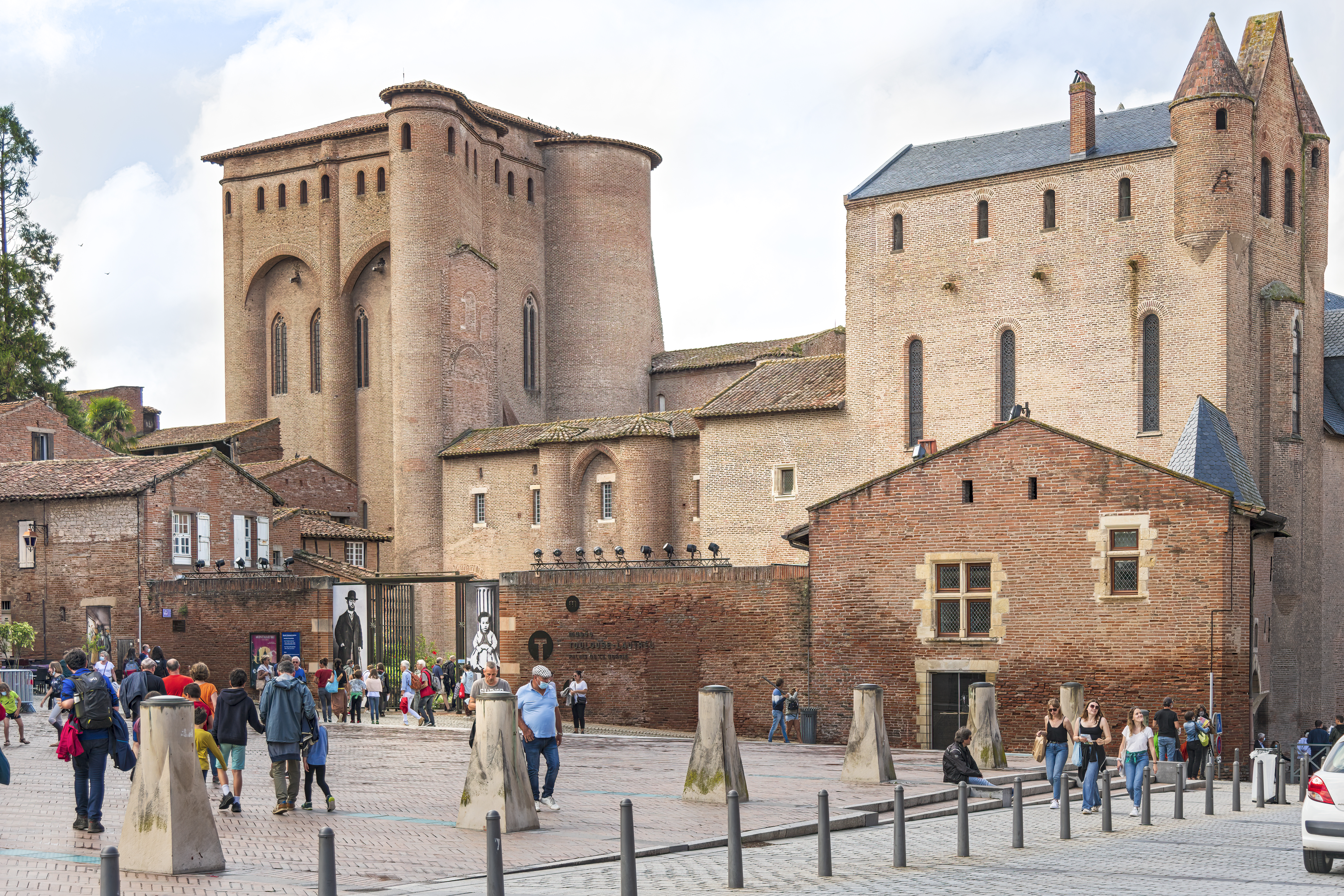
Entrée du Musée Toulouse-Lautrec
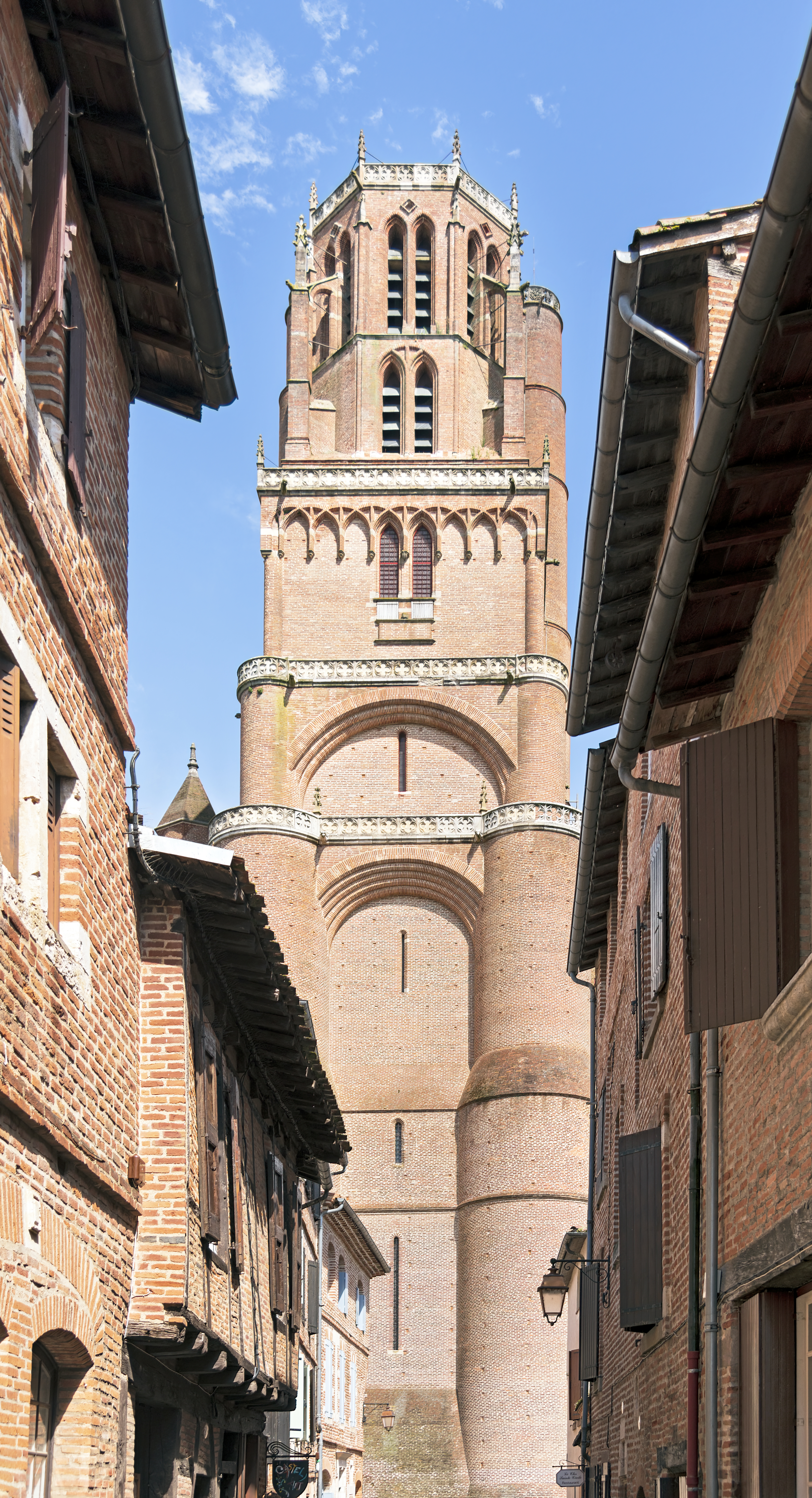
Clocher de la cathédrale.
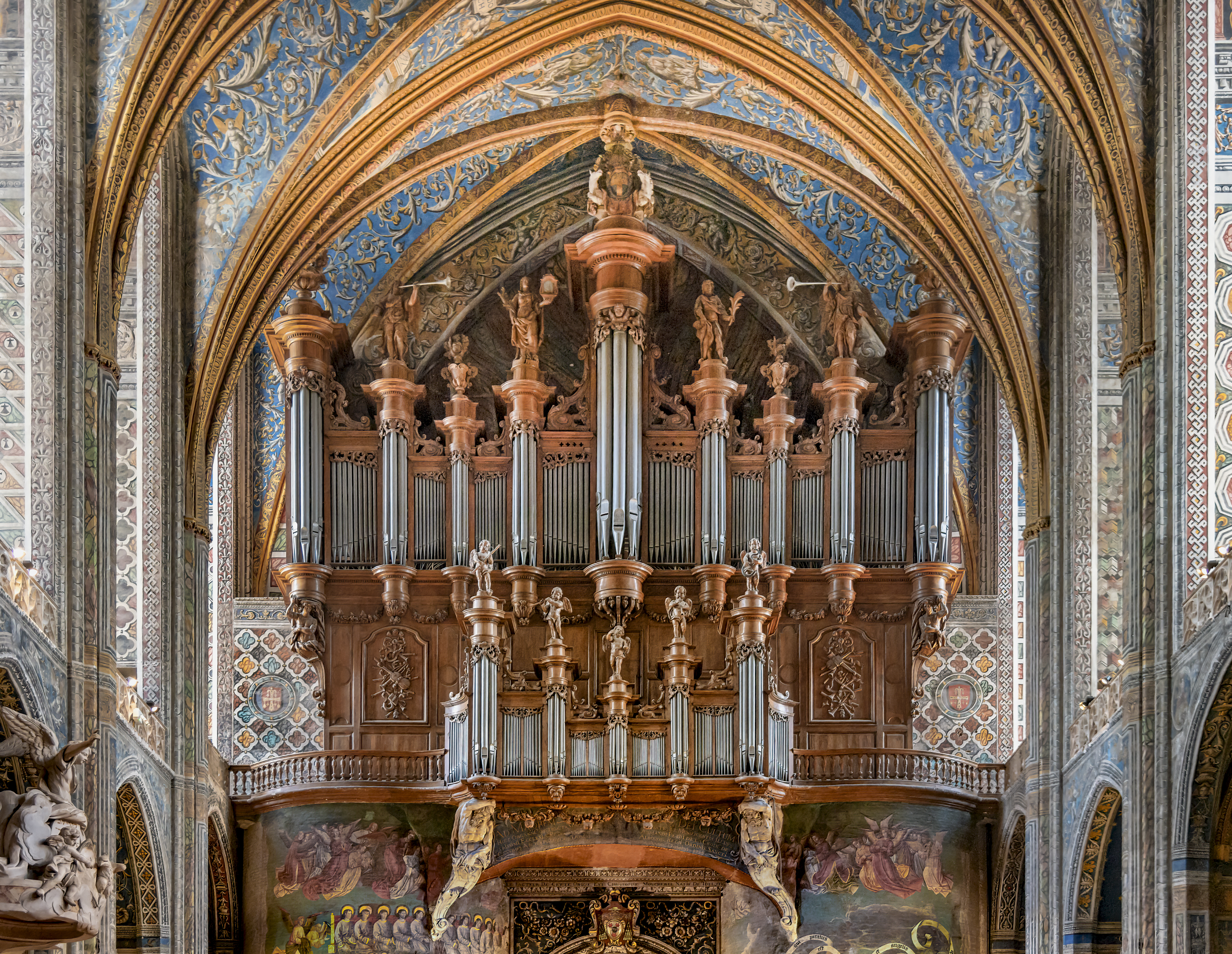
Orgue de tribune de la cathédrale.
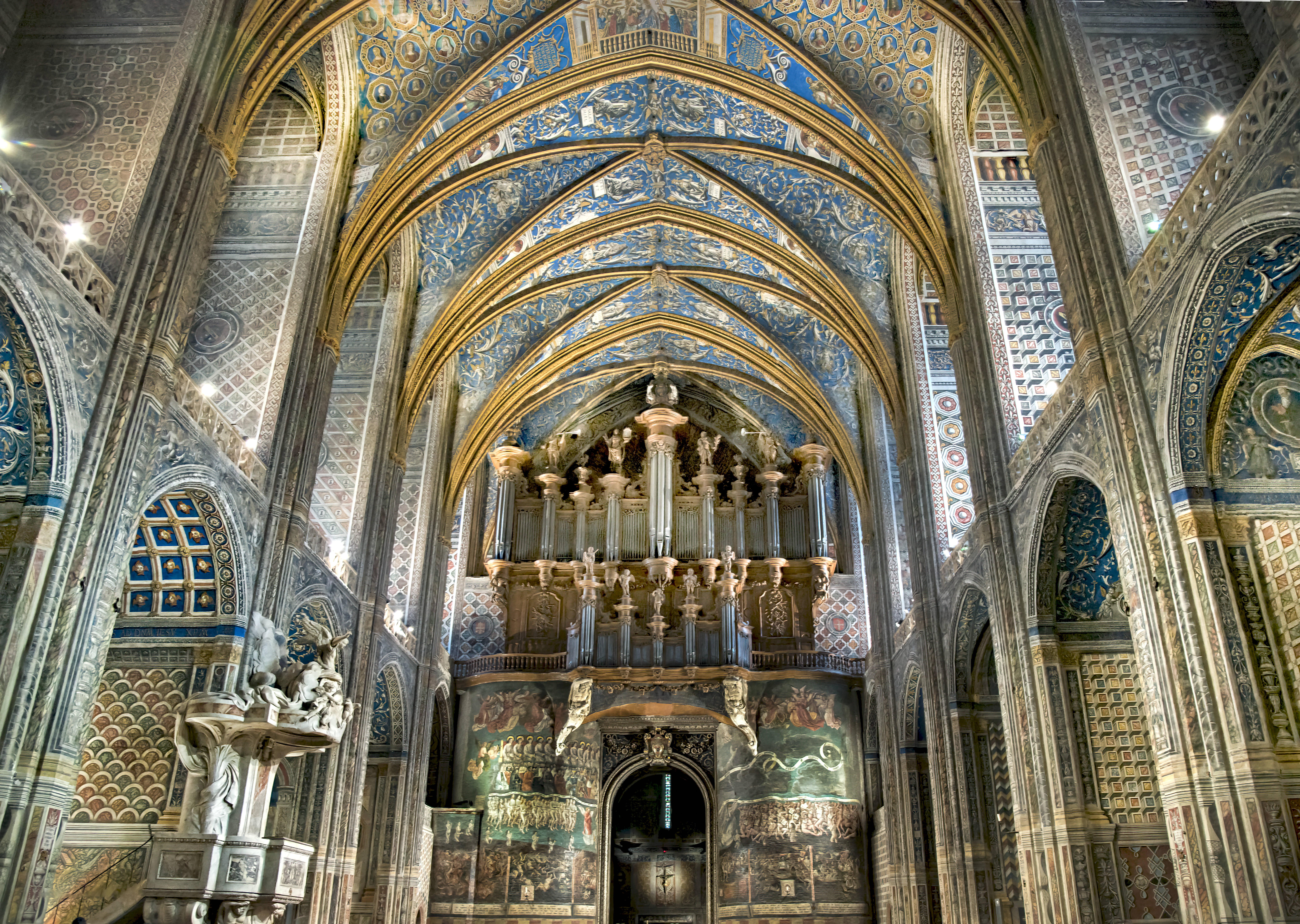
Plafond de la nef et orgues de la cathédrale.
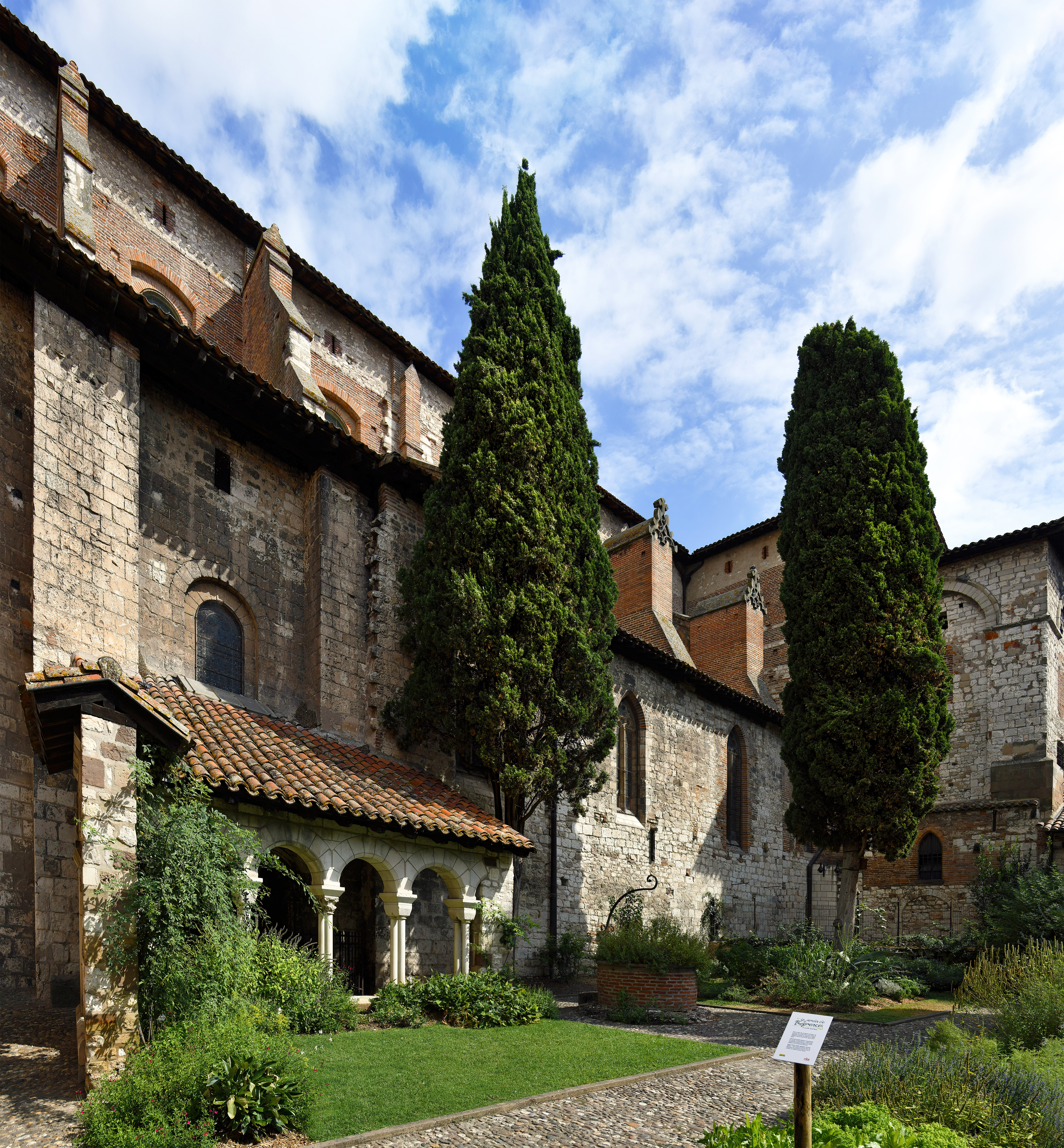
Collégiale Saint-Salvy vue depuis le cloitre.

## Personnalités liées à la cité épiscopale
- Évêques et archevêques d'Albi : titulaires du pouvoir spirituel, mais aussi temporel, ils ont construit et enrichi un patrimoine considérable. Parmi eux, Bernard III de Castanet, Louis Ier d'Amboise et Louis II d'Amboise ont eu un rôle majeur.
- César Daly a modifié la cathédrale et l'urbanisme de ses abords.
- Henri de Toulouse-Lautrec naquit à Albi et le palais de la Berbie abrite le musée Toulouse-Lautrec regroupant la plus grande collection mondiale du peintre.
- Docteur Pierre Amalric ophtalmologue, qui en sauvant le Viel Alby de la démolition a largement contribué à son futur classement au patrimoine mondial de L'UNESCO
- Philippe Bonnecarrère, maire d'Albi entre 1995 et 2014, a mené au bout le projet de classement de la cité épiscopale au patrimoine mondial de l'UNESCO initié en 1996[13].

## Sources